# Kärlekens symfoni
Kärlekens symfoni, skriven av Martin Klaman och Keith Almgren, är en låt som Carina Jaarnek spelade in. Melodin testades på Svensktoppen 1989, där den låg i 1 vecka.